# Edificio Manhattan
El Edificio Manhattan es un edificio residencial que se localiza en la parroquia Catedral de Caracas, Venezuela. Su completación marcó un hito al ser el primer edificio en superar la altura de la Catedral de Caracas.

## Historia
El proyecto fue diseñado por el arquitecto Herbiberto González Méndez, y su construcción fue finalizada en 1946. El edificio fue revestido con rasgos notorios del art déco, siendo un buen ejemplo de su rama streamline moderne. El inmueble destinó, desde un principio, un espacio comercial en su basamento, con oficinas amplias en los primeros cuatro niveles, y viviendas de menor tamaño en los cuatro restantes. Al estar en una esquina, su gran atractivo es la torre curva entre sus fachadas. En la fachada este, se establece orden en la composición mediante las líneas de los ventanales, los cuales se replican en la fachada norte, pero con elementos verticales añadidos.
Al superar la altura del campanario de la Catedral de Caracas, que tradicionalmente marcaba la máxima altura arquitectónica de la ciudad, el Manhattan introdujo una nueva escala y rompió la lectura homogénea del casco central, marcando el inicio de la realización de edificios de altura en la ciudad capital.